# Muscari massayanum
Muscari massayanum là một loài thực vật có hoa trong họ Măng tây. Loài này được Grunert mô tả khoa học đầu tiên năm 1931.